# La Demence

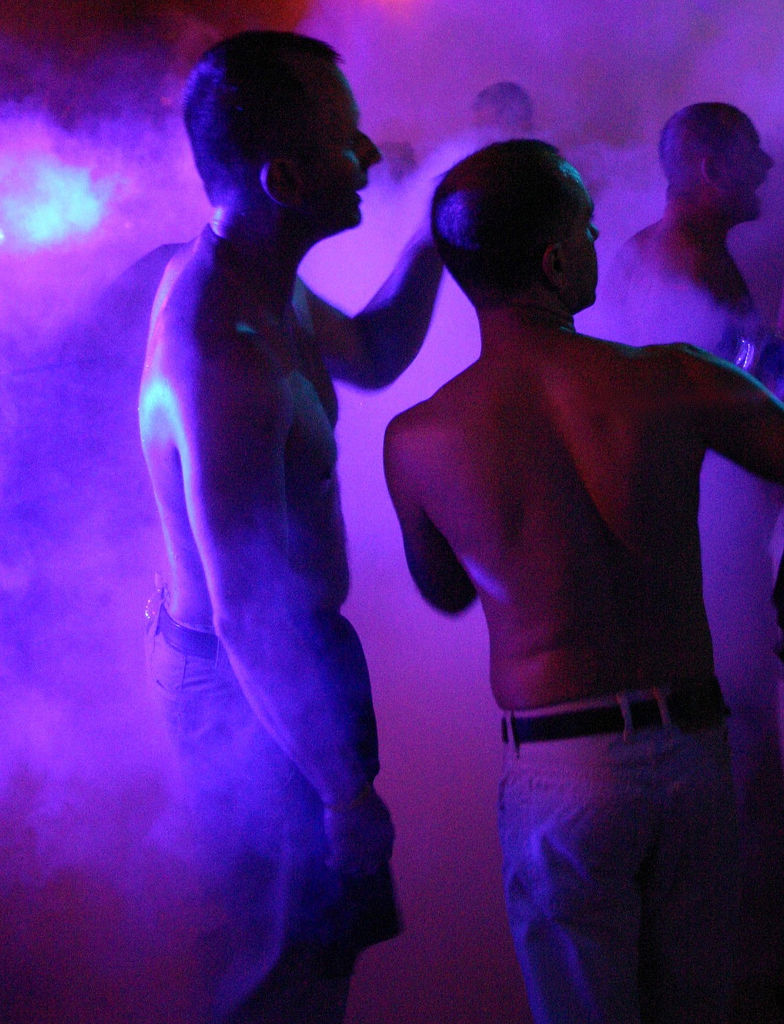
Photo d'une soirée type "circuit party" comme La Demence, ici à Atlanta 2005

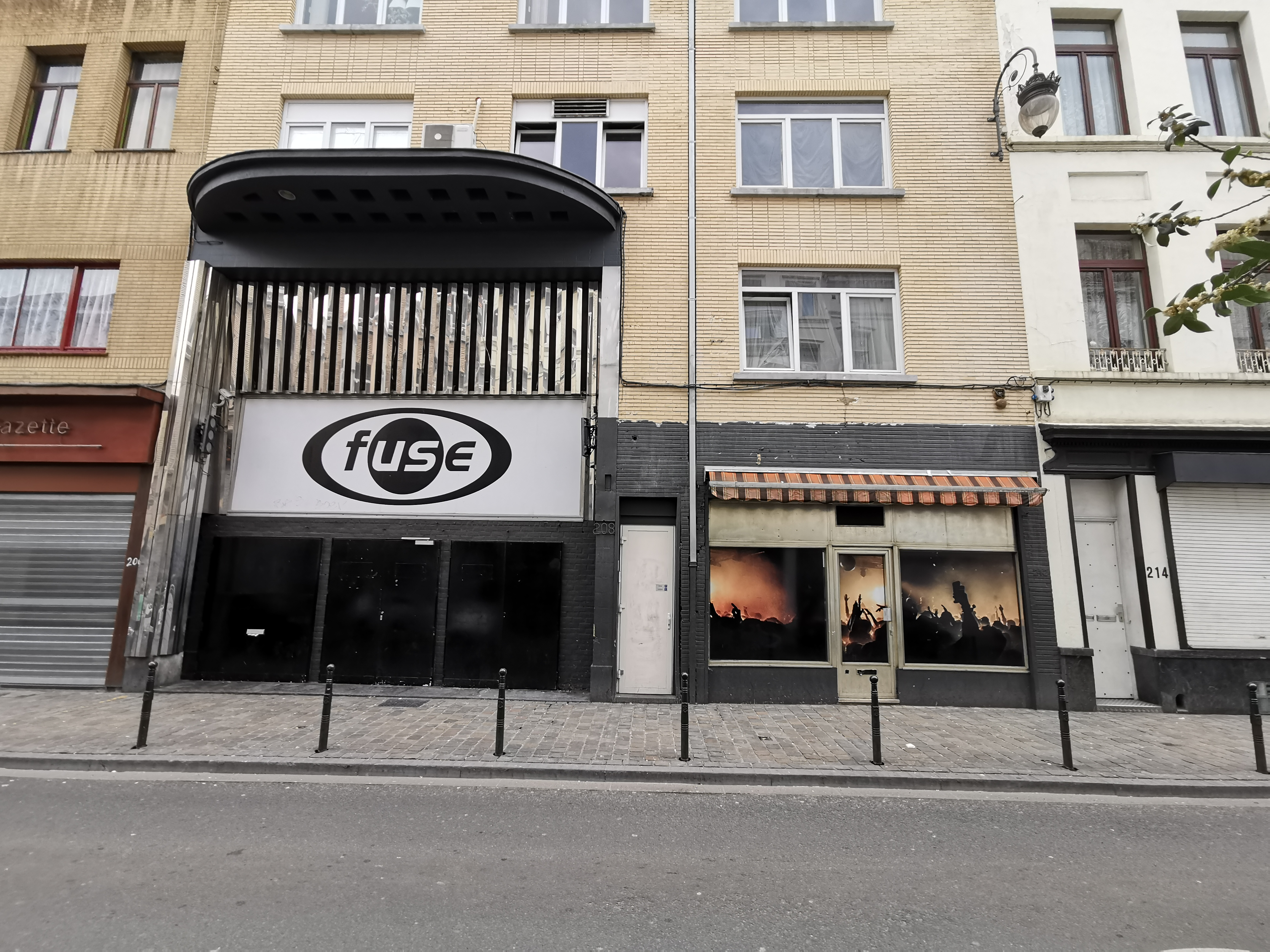
Discothèque Fuse à Bruxelles Blaesstraat, domicile de La Demence depuis 1994

La Demence est une fête belge, qui cible majoritairement un public d'hommes gays, et se tient chaque mois à Bruxelles depuis le début des années 1990. La Demence attire de nombreux visiteurs étrangers et organise également une croisière annuelle.

## Histoire
La Demence a été organisée pour la première fois en 1989 par Thierry Coppens à Courtrai, mais en Flandre occidentale, la fête gay n'était pas encore si populaire. Parce que Coppens avait des parents espagnols, il a ensuite essayé Le Disque Rouge, une discothèque dans la Blaesstraat à Bruxelles où de nombreux Espagnols sont venus.
Alors que Coppens et Peter Decuypere voyaient un avenir dans le genre musical de la techno, ils ont repris Le Disque Rouge et l'ont transformé en discothèque le Fuse en 1994, qui abrite depuis La Demence. Decuypere a quitté Fuse en 1997 pour se concentrer sur son événement I Love Techno à Gand.
Thierry Coppens a vendu le Fuse fin 2007 à Nick Ramoudt et Dominique Martens pour pouvoir se consacrer entièrement à La Demence. Cela s'est ensuite transformé en la plus grande fête gay de Belgique, qui attire également un total de 35 000 visiteurs étrangers chaque année.

## Description
La Demence est une soirée du genre circuit party, un type de soirée dansante qui a lieu dans plusieurs grandes villes du monde et qui attire presque exclusivement des hommes gays ou bisexuels.
Ces soirées sont généralement à grande échelle avec une grande amplitude horaire (de 21 h jusqu'à 12 h le lendemain) ce qui permet à un large panel de DJ populaires de jouer leur set. La majeure partie sont dits résidents car ils sont présents à plusieurs éditions de la Demence dans l'année.
Certains visiteurs combinent souvent ces soirées avec des vacances, leur permettant de profiter du tourisme dans la capitale européenne et de l'ambiance festive de ces soirées.
Pendant la fête, les gens dansent généralement avec le haut du corps dénudé et des produits stupéfiants sont consommés, et en particulier des drogues stimulantes ou désinhibantes (MDMA, cathinones ,GHB / GBL ...), ce qui abaisse également le seuil de vigilance et peut conduire à des pratiques sexuelles à risques mais également à des overdoses dues aux interactions dangereuses de la polyconsommation de certaines substances.
Deux fois par an, il y a une édition extra longue de La Demence, notamment autour de Pâques et pour l'édition anniversaire qui a lieu fin octobre ou début novembre. Ces trois derniers jours: le vendredi il y a une soirée d'ouverture à Fuse, le samedi il y a la fête principale dans un plus grand lieu d'événement ailleurs à Bruxelles et le dimanche, à nouveau à Fuse, la soirée de clôture .
Une partie du circuit néerlandais comparable est Rapido.
En 2014, la fête principale du 25e anniversaire de La Demence a eu lieu dans l'ancien casino de la Duquesnoystraat et en 2016 dans la salle d'événements Palais12 près de l' Atomium, qui a attiré environ 6 500 visiteurs de 78 nationalités différentes.
L'édition anniversaire d'octobre 2019 célébrait les 30 ans de La Demence.

## Croisière
Depuis 2011, en plus de la fête régulière à Bruxelles, il y a aussi la croisière annuelle La Demence, aujourd'hui simplement appelée The Cruise : un voyage de vacances sur un bateau de croisière spécialement destiné aux hommes gays, qui comprend les îles de vacances populaires des îles Baléares et / ou des îles Canaries. En 2016, par exemple, le circuit allait de Barcelone à Málaga, Cadix, Ibiza, Valence et retour à Barcelone avec environ 2200 passagers à bord. Pendant la croisière, des fêtes quotidiennes (en plein air) et des animations sont organisées à bord.